# Грабарь, Ольга Адольфовна
Ольга Адольфовна Грабарь (урождённая Добрянская; 25 декабря 1843, Банска-Штьявница, Австрийская империя — 22 июня 1930, Москва, СССР) — общественный деятель, одна из главных обвиняемых в политическом процессе, организованном австрийскими властями против против карпаторусских общественных деятелей, получившем известность как «Процесс Ольги Грабарь». Дочь Адольфа Добрянского, мать художника Игоря Грабаря и юриста Владимира Грабаря.

## Биография
Ольга была старшей дочерью Адольфа фон Добрянского. Она вступила в брак с Эммануилом Грабарём в 1863 году. Два сына Ольги и Эммануила Грабарей — Владимир и Игорь — проводили своё детство в Вене, Будапеште, в имении Добрянского — деревне Чертижне у Снины и в Прешове.
В 1879 году Владимир переехал к отцу в Россию, через год за ним последовал и его брат Игорь. Их дед — Адольф Добрянский — находился в России с 1875 по 1881 год, после чего перебрался во Львов. Здесь он, его дочь Ольга и несколько галицийских русофилов были преданы суду за якобы совершённую ими государственную измену. Их обвинили в намерении отторгнуть Галицию от Австрии и присоединить к России. В качестве главного обвинителя по этому делу выступал Кальман Тиса, премьер-министр Венгрии. Отец и дочь были оправданы из-за недостатка доказательств, однако Добрянскому запретили проживать в местностях, населённых русскими или представителями других славянских народов. Поэтому он обосновался в австрийском городе Инсбруке и пребывал здесь до самой своей смерти в 1903 году.
Ольга Адольфовна после суда (в 1886 году) направилась в Измаил, где в то время проживали её муж и сыновья.
До конца своей жизни проживала в Российской империи, впоследствии — в СССР.
Перед смертью тяжело болела. Большей частью больная дремала, но иногда, на час с небольшим, приходила в себя и упорно глядела куда-то вперед своими страдальческими глазами. В один из таких моментов Игорь Эммануилович за каких-то полчаса и запечатлел мать, зная, что это — последний её портрет. Ольга Адольфовна умерла через три недели после его написания. Похоронена на Ваганьковском кладбище.